# Roxolani

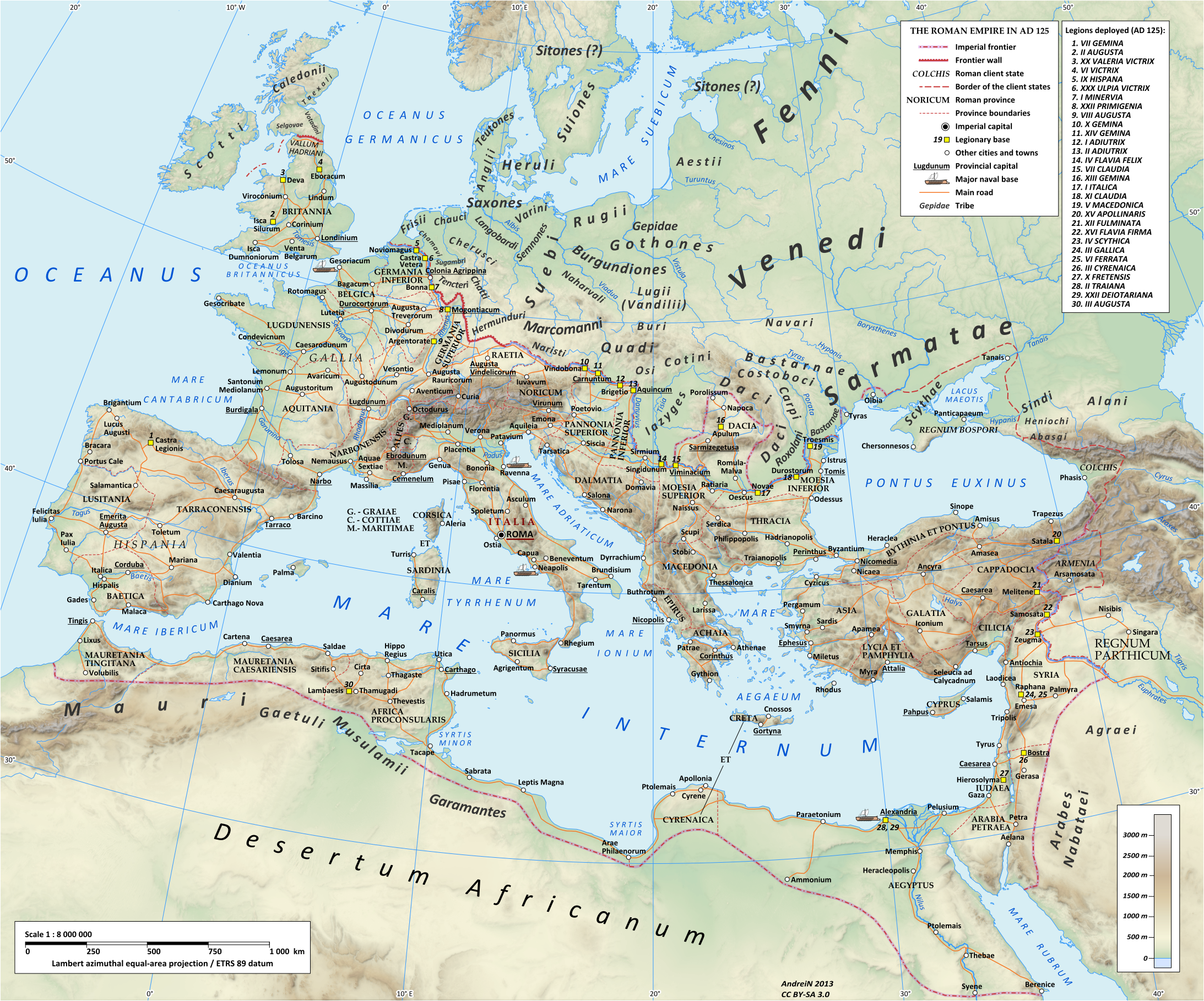
Het Romeinse Keizerrijk onder Keizer Hadrianus (117-138 n.Chr.), met daarop de locatie van de Roxolani, een Sarmatische stam op de velden van Wallachije (Zuid-Roemenië).

De Roxolani of Roxolanen (Alaans: Ruxsalan - Lichtende Alanen ) waren een Sarmatisch volk, waarvan men denkt dat ze afstammen van de Alanen. Volgens vroege overleveringen lag hun eerste gebied tussen de rivier de Don en de Dnjepr, maar rond de 1e eeuw v.Chr. migreerden ze richting de rivier de Donau, tot aan wat nu de Baragaanse steppen zijn in Roemenië. De Griekse historicus Strabo beschreef ze als "woonwagenbewoners" (nomaden). Rond 100 v.Chr. vielen ze de Krim binnen onder leiding van koning Tasius, met steun van de Scythische krijgsheer Palacus, maar werden verslagen door Diophantus, een generaal van Mithradates VI.
Halverwege de 1e eeuw n.Chr. vielen de Roxolani al plunderend herhaaldelijk over de Donau het Romeinse Rijk binnen. Een van die strooptochten in 68/69 n.Chr. werd onderschept door het Legio III Gallica met een aantal Romeinse reserveregimenten, die een plunderend leger van rond de 9000 Roxolaanse ruiters, bezwaard met bagage, verpletterend versloegen. De Kontos-lans, het favoriete wapen van de Sarmatische stammen dat met twee handen gebruikt diende te worden, bleek onbruikbaar in deze situatie. De Roxolani namen wraak in 92 n.Chr., toen ze zich bij de Daciërs aansloten die het Romeinse Legio XXI Rapax vernietigden.
Tijdens de Dacische oorlogen van keizer Trajanus kozen de Roxolani eerst de kant van de Daciërs. De Dacische cavalerie bestond dan ook voornamelijk uit Roxolaanse ruiters. De Daciërs (en daarmee ook de Roxolani) werden echter verslagen tijdens de eerste campagne in 101-102 n.Chr. Tijdens Trajanus’ laatste campagne tegen de Daciërs (105-106 n.Chr.) bleven de Roxolani echter neutraal. De campagne eindigde in de volledige vernietiging van de Dacische staat. De Romeinen stichtten daarna de provincie Dacia, waarmee de Romeinen nu bijna in de achtertuin van het territorium van de Roxolani stonden. Keizer Hadrianus versterkte een aantal al bestaande fortificaties, en liet verschillende forten langs de Donau bouwen, om de Roxolani in toom te houden.
Later startte keizer Marcus Aurelius een campagne tegen de Roxolani langs de Donau. Ook is van de Roxolani bekend dat ze de Romeinse provincie Pannonia hebben aangevallen in 260 n.Chr. 
Halverwege de 4e eeuw, werden de overblijfselen van de Roxolaanse troepen, zoals alle Sarmatische volkeren, verslagen en hun land onderworpen door de Hunnen.